# (73049) 2002 EP115
(73049) 2002 EP115 – planetoida z pasa głównego asteroid okrążająca Słońce w ciągu 3,49 lat w średniej odległości 2,3 j.a. Odkryta 10 marca 2002 roku.